# کیم ووجین
کیم وو جین (کره‌ای: 김우진؛ زادهٔ ۸ آوریل ۱۹۹۷) که بیشتر با نام هنری ووجین (کره‌ای: 우진؛ انگلیسی: Woojin) شناخته می‌شود، خواننده و بازیگر اهل کره جنوبی است. او با کمپانی جی‌وای‌پی انترتینمنت قرارداد امضا کرد و عضوی از گروه پسرانهٔ کره‌ای استری کیدز شد که در سال ۲۰۱۷ شکل گرفت و دو سال بعد از آن از گروه جدا شد. او با کمپانی 10x قرارداد امضا کرد و پس از آن فعالیت‌های انفرادی خود را آغاز کرد.

## زندگی و حرفه
کیم ووجین زادهٔ ۸ آوریل ۱۹۹۷ در بوچون، استان گیونگ‌گی، کره جنوبی است. او از مدرسه هنرهای نمایشی سئول فارغ‌التحصیل شد. او برای یک سال کارآموز اس‌ام انترتینمنت بود، جاییکه قرار بود به عنوان بخشی از گروه ان‌سی‌تی فعالیت خود را آغاز کند. در ۱۱ اکتبر ۲۰۱۷، جی‌وای‌پی انترتینمنت کیم ووجین را به عنوان کارآموز این کمپانی معرفی کرد. او در برنامهٔ رقابتی شبکهٔ ام‌نت به نام استری کیدز رقابت کرد و در نهایت به عنوان یک وکالیست عضو گروه پسرانهٔ استری کیدز شد.
در تاریخ ۲۸ اکتبر ۲۰۱۹ کمپانی جی‌وای‌پی انترتینمنت به طور رسمی اعلام کرد که کیم ووجین قرار داد انحصاری خود را با این کمپانی فسخ کرده و به دلایل شخصی گروه استری کیدز را ترک کرده است. 